# Argyrostrotis fuscipalpis
Argyrostrotis fuscipalpis är en fjärilsart som beskrevs av Francis Walker 1869.
Argyrostrotis fuscipalpis ingår i släktet Argyrostrotis och familjen nattflyn. Inga underarter finns listade i Catalogue of Life.